# Hoplismenus pica
Hoplismenus pica är en stekelart som beskrevs av Wesmael 1855. Hoplismenus pica ingår i släktet Hoplismenus och familjen brokparasitsteklar.

## Underarter
Arten delas in i följande underarter:
- H. p. romanovi
- H. p. japonicus